# Darnick
Darnick är en by i Scottish Borders i Skottland. Byn är belägen 9 km 
från Selkirk. Orten har 510 invånare (2016).